# Округ Брауард (Флорида)
Брауард (енгл. Broward County) је округ у америчкој савезној држави Флорида. По попису из 2010. године број становника је 1.748.066.

## Демографија
Према попису становништва из 2010. у округу је живело 1.748.066 становника, што је 125.048 (7,7%) становника више него 2000. године.
| Група             | 2000.           | 2010.           |
| Белци             | 941.674 (58,0%) | 760.817 (43,5%) |
| Афроамериканци    | 333.304 (20,5%) | 467.519 (26,7%) |
| Азијати           | 36.581 (2,3%)   | 56.795 (3,2%)   |
| Хиспаноамериканци | 271.652 (16,7%) | 438.247 (25,1%) |
| Укупно            | 1.623.018       | 1.748.066       |